# Пинчук, Анатолий Николаевич
Анатолий Николаевич Пинчук (род. 20 декабря 1949, Марковцы, Черниговская область) — украинский железнодорожник, лауреат Государственной премии СССР в области науки и техники.
Работал (до 2013) заместителем начальника отдела Главного информационно-вычислительного центра Украинской железной дороги.

## Общественная деятельность
Избирался депутатом Дарницкого районного совета г. Киева.
Входит в состав Бобровицкого отделения Черниговского землячества в Киеве (с 2003), награждён Почетной Грамотой за активное участие в работе Черниговского землячества и содействие в сохранении и возрождении Северского края.

## Военная служба
Ноябрь 1968 — апрель 1969 года — учился в ВАШМ (Военно-авиационной школе механиков) — Пушкин Ленинградской области. Окончил по первому (высшему) разряду, специальность — механик по радиотехническому (радиоэлектронной) оборудованию истребителей-перехватчиков СУ-9, ЯК-28П, ТУ-128.
Апрель 1969 года — ноябрь 1970 года — механик, старший механик 1 класса, командир отделения группы радиотехнического оборудования 177 авиационного полка (в/ч 10232), м. Лодейне Поле Ленинградской области. Обслуживал секретные (по 1986 год) истребители-перехватчики Су-9. Также имел специальность механика 3 класса по самолёту и двигателю СУ-9, а также механика 3 класса по ракетному вооружению СУ-9. Приходилось обслуживать самолёты МИГ-15УТИ, МИГ-17, МИГ-19, ЯК-28П.
Награждён знаком «Отличник Военно-Воздушных сил».
Офицер в отставке.

## Семья
Жена — Надежда Павловна (родилась также в селе Марковцы Бобровицкого района Черниговской области), дочь Елена, внучка Даша.

## Награды
- лауреат Государственной премии СССР в области науки и техники (1990).[2]
- почетный работник транспорта Украины.